# كفر البطيخ (مركز)
مركز كفر البطيخ، مركز إداري مصري. يقع في محافظة دمياط ضمن إقليم الدلتا في جمهورية مصر العربية. القاعدة الإدارية للمركز هي مدينة كفر البطيخ.

## قرى مركز كفر البطيخ.
▪︎مدينة كفر البطيخ، وتشمل عزبة النجارين، وعزبة اللضامين، وعزبة السواحل، وعزبة كحيل، والمشايخ، وعزبة التوفيقية، وعزبة العريضة، وعزبة الهواشة.
▪︎الركابية، وتشمل عزبة إبراهيم حماد، وعزبة محمود عثمان، وعزبة محمد الطحان، وعزبة أم رضا الجديدة، والركابية الجديدة، وعزبة جمصة الشرقية.
▪︎أم الرضا.
▪︎مدينة دمياط الجديدة، وتشمل نجع الجبايلة، وعزبة خمسة.